# Clidemia capitellata
Clidemia capitellata là một loài thực vật có hoa trong họ Mua. Loài này được (Bonpl.) D. Don mô tả khoa học đầu tiên năm 1823.

## Hình ảnh

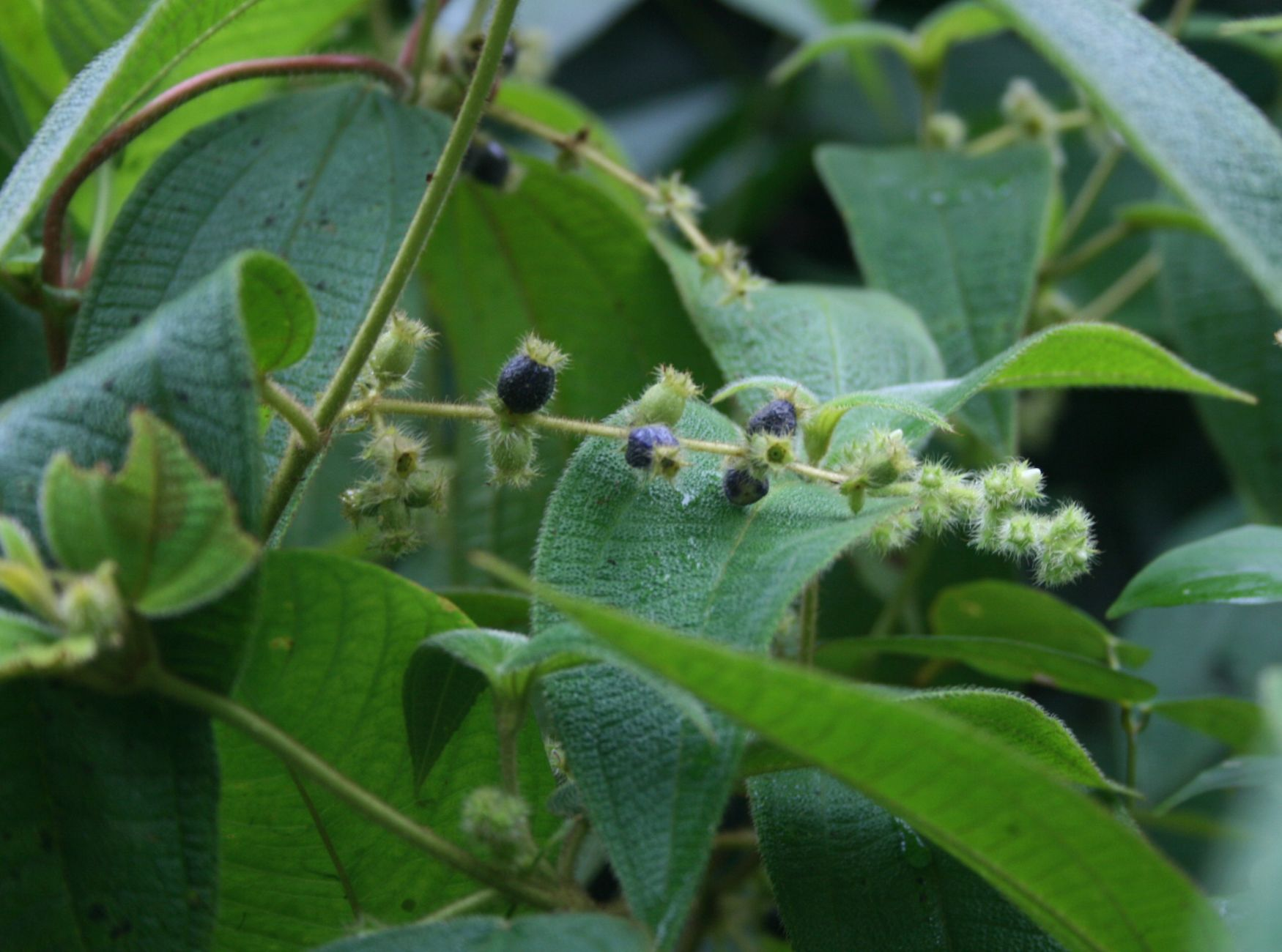
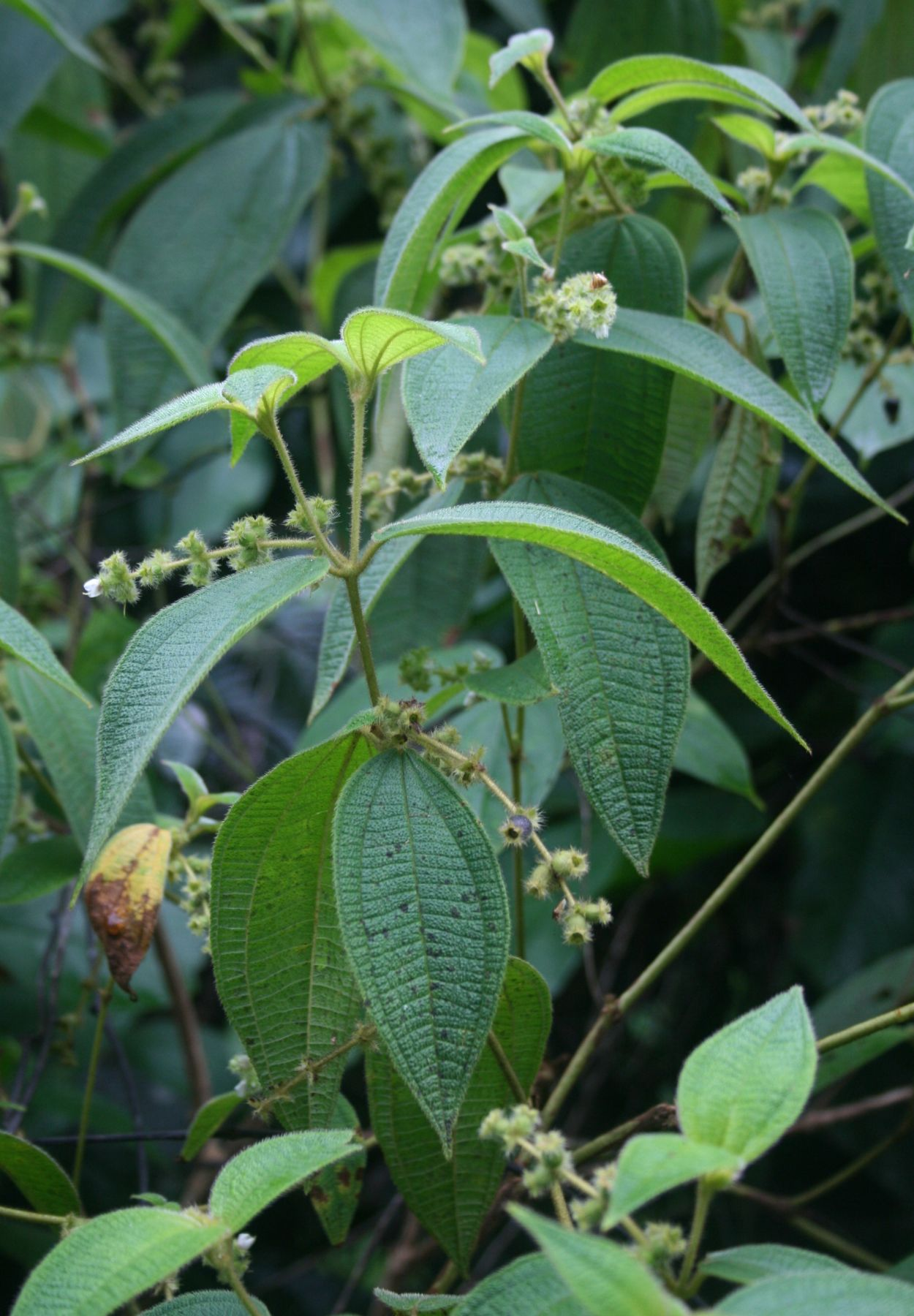
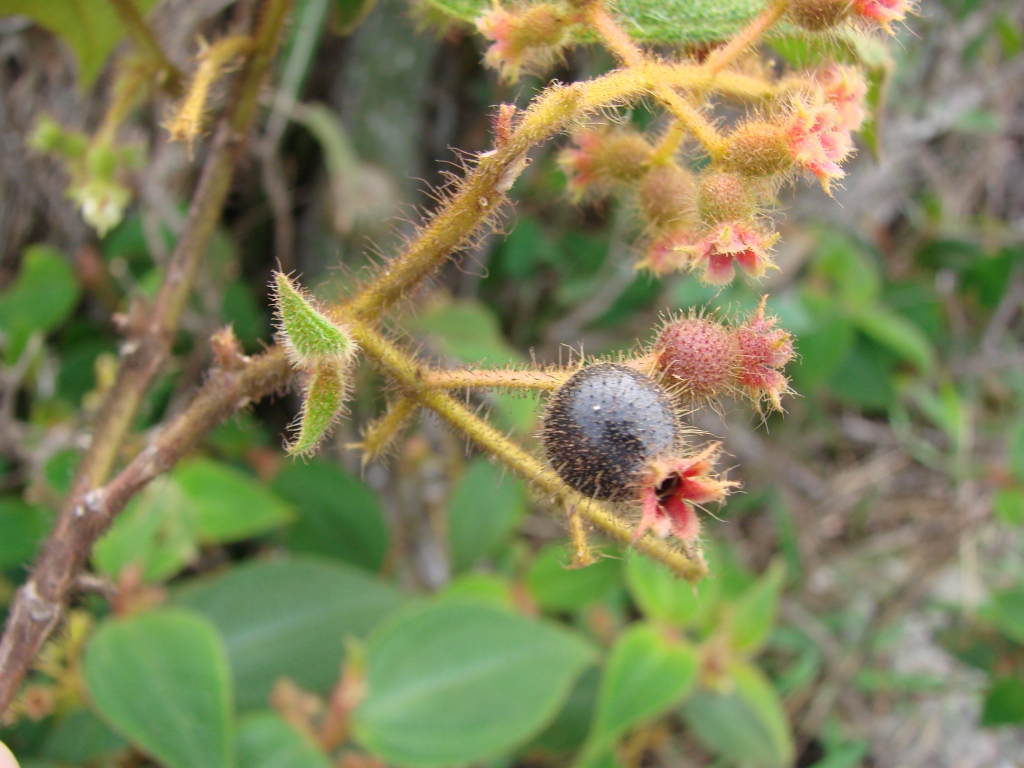
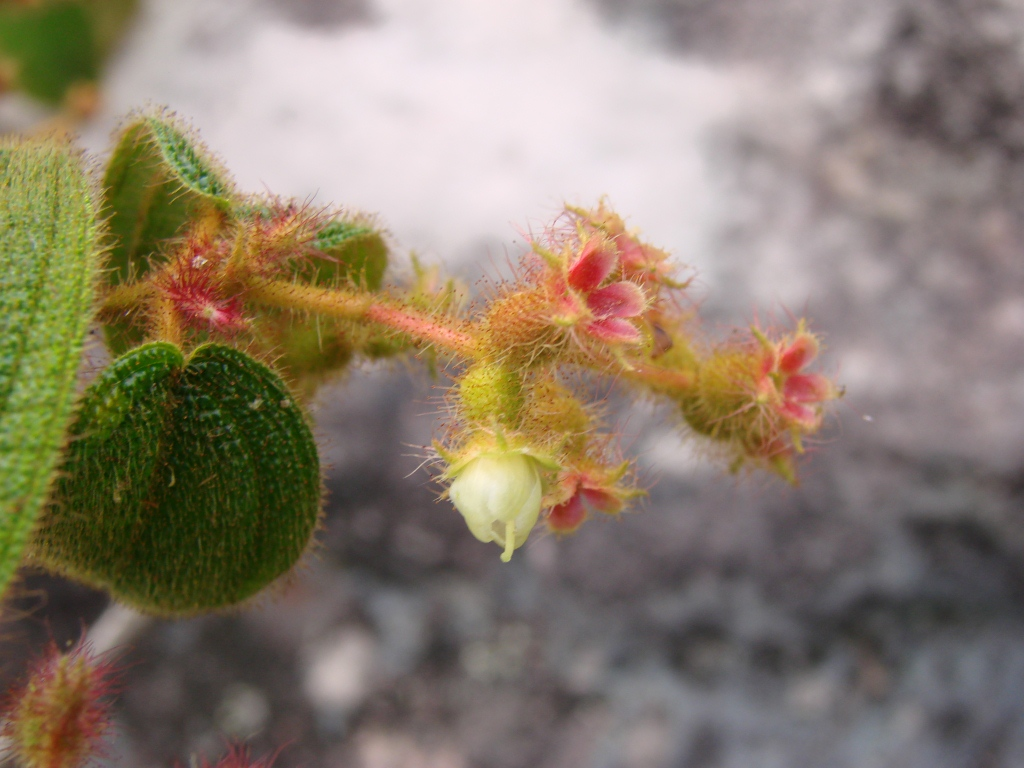